# Brevet de technicien supérieur - Systèmes Numériques
Le BTS Systèmes Numériques (BTS SN) est une ancienne formation technologique de niveau Bac+2 active entre 2015 et 2023, qui a remplacé les anciens BTS Systèmes électroniques (BTS SE) et BTS Informatique et réseaux pour l'industrie et les services techniques (BTS IRIS).
Il comportait deux options :
- Option A : Informatique et réseaux (BTS SN-IR)[5]
- Option B : Électronique et communications (BTS SN-EC)[6].

En septembre 2023, le BTS SN a été remplacé par le BTS Cybersécurité, Informatique et Réseaux, Électronique (BTS CIEL) dans le cadre d'une réforme.
Les métiers liés au BTS SN s’articulent autour de la conception, de l’installation, de la maintenance et de l’optimisation des systèmes numériques. Le technicien supérieur en Systèmes Numériques peut intervenir dans les domaines de l'industrie, de l'informatique, des télécommunications, de l'aéronautique, de la robotique, du multimédia, de la domotique, de la santé, et plus encore.

## Profil des Bacheliers
- Bac S
- Bac STL
- Bac STMG
- Bac STI2D
- Bac Professionnel CIEL
- Bac Professionnel MELEC

## Formation professionnelle
Remarque : la liste ci-dessous est valable pour l'option IR et varie d'un établissement à un autre. Par exemple, dans certaines classes, le langage Java n'est pas vu, ni certaines technologies propriétaires comme Access. Idem pour les certifications.
- Architecture des machines informatique, microprocesseur, circuit de gestion du temps, périphérique parallèle.
- Programmation dans différents langages (C, C++, Java).
- Bases de données (Langage SQL, Méthode Merise).
- Langages d'Internet (PHP, HTML, JavaScript, CSS).
- Atelier de génie logiciel (UML).
- Administration réseau (comptes utilisateurs sous Linux, déploiement d'un serveur DHCP, DNS…).
- Programmation système (Linux).
- Programmation internet et intranet (Java, PHP).
- Développement C/ C++ avec noyau temps réel.
- Étude des communications :  liaison série RS232 / RS422 / RS485, parallèle, réseau (TCP/IP), bus de terrains (bus CAN, I2C…).
- Commande : pilotage de parties opérantes (régulation), systèmes embarqués (les micro-contrôleurs).
- Physique Appliquée (Bande-passante, Amplificateur…).
- Mathématiques (Complexes, Matrices, Linéarisation…).

## Formation
La formation du BTS SN vise à donner aux étudiants une solide maîtrise des systèmes numériques, qu'il s'agisse d'informatique ou d'électronique, selon l'option choisie. Elle comprend des enseignements théoriques et pratiques, des projets, ainsi que des périodes de stages en entreprise.
Les étudiants réalisent :
- Un stage de 4 à 8 semaines en fin de première année.
- Un projet technique encadré (environ 150 heures) en deuxième année.

| Horaires hebdomadaires :                                                        | 1re année | 2e année |
| ------------------------------------------------------------------------------- | --------- | -------- |
| Culture générale et expression                                                  | 3 H       | 3 H      |
| Langue vivante étrangère (Anglais)                                              | 2 H       | 2 H      |
| Mathématiques                                                                   | 4 H       | 4 H      |
| Physique appliquée                                                              | 5 H       | 5 H      |
| Informatique et réseaux (option A) ou Électronique et communications (option B) | 13 H      | 14 H     |
| Enseignement technique et pratique                                              | 12 H      | 12 H     |

## Débouchés et poursuite d'études
Les débouchés sont variés:
- En entreprise : recherche et développement, maintenance, exploitation, gestion de réseaux, intégration de systèmes, automatisation, programmation de composants, etc.
- Dans les services : assistance technique, support client, installation et paramétrage de systèmes numériques.
- En poursuite d'étude :
- Licence universitaire en 2ème ou 3ème année

- Licence professionnelle (informatique, réseaux, systèmes embarqués, télécommunications, audiovisuel, etc.)

- Bachelor universitaire de technologie (BUT)

- École d'ingénieur

- Classe préparatoire ATS.

Le salaire mensuel brut en début de carrière est d'environ 1 600 € à 1 800 €[réf. nécessaire], selon les secteurs et les responsabilités.